# Antenor Nascentes
Antenor Nascentes (Río de Janeiro, 19 de junio de 1886 — 6 de septiembre de 1972) fue un filólogo, etimólogo, dialectólogo y lexicógrafo brasileño de gran importancia para el estudio del portugués brasileño.

## Obras seleccionadas
- Ensaio de phonetica differencial luso-castelhana; dos elementos gregos que se encontram no espanhol - Río de Janeiro: Jornal do Commercio, 1919.
- Noções de estilística e de literatura - Río de Janeiro: Francisco Alves, 1929.
- Dicionário etimológico da língua portuguesa - Río de Janeiro: Francisco Alves, 1932.
- Gramática da lingua espanhola para uso dos brasileiros - São Paulo: Nacional, 1943.
- Idioma Nacional - Río de Janeiro: Valverde, 1944.
- O problema da regência (regência integral e viva) - Río de Janeiro: Livraria editora Freitas Bastos, 1944.
- Tesouro da fraseología brasileira - Río de Janeiro: Freitas Bastos, 1945.
- Léxico de nomenclatura gramatical brasileira - Río de Janeiro: Edições Dois Mundos, 1946.
- Dicionário etimológico da língua portuguesa: nomes próprios - Río de Janeiro: Francisco Alves, 1952.
- A gíria brasileira - Río de Janeiro: Livraria Acadêmica, 1953.
- O linguajar carioca - Río de Janeiro: Organização Simões, 1953.
- Elementos de filología românica - Río de Janeiro: Organização Simões, 1954.
- Bases para a elaboração do atlas lingüístico do Brasil - Río de Janeiro: MEC, 1961.
- Dicionário de língua portuguesa da Academia Brasileira de Letras - Río de Janeiro: Impr. Nacional, 1967.
- Dicionário de sinônimos - Río de Janeiro: Livros de Portugal, 1969.